# 파울라 우세로
파울라 우세로(Paula Usero, 1991년 10월 22일 ~ )는 스페인의 배우이다.

## 출연 작품
- 로사 웨딩 (2020)